# 레 미제라블 (1998년 영화)
《레 미제라블》(영어: Les Misérables)은 영국, 독일, 미국에서 제작된 빌 오거스트 감독의 1998년 범죄, 드라마, 멜로/로맨스 영화이다. 리암 니슨 등이 주연으로 출연하였고 장-프랑수아 카사마유 등이 제작에 참여하였다.

## 출연

### 주연
- 리암 니슨 (장발장 역)
- 제프리 러쉬 (자베르 역)
- 우마 서먼 (팡틴 역)
- 클레어 데인즈 (코제트 역)

### 조연
- 한스 매디슨 (마리우스 역)
- 라인 브라이놀프슨 (보베 대위 역)
- 피터 본핸 (주교 역)

## 제작진
- 배역: 레오노라 데이비스
- 공동제작: 캐롤라인 휴윗
- 음악: 바실 폴레두리스
- 의상: 가브리엘라 페스쿠치
- 편집: 야누스 빌레스코프 얀센
- 미술: 안나 아습
- 촬영: 요르겐 페르손
- 원작: 빅토르 위고의 '레미제라블'
- 제작: 사라 러드클리프, 제임스 고먼
- 각본: 라파엘 이글레시아스
- 감독: 빌 어거스트
- 라인프로듀서: 루퍼트 포터, 미쉘 식식

### EBS판 제작진 (2009년 5월 9일)
- 기획: 권혁미
- 프로듀서: 빈정현
- 번역: 이다윤
- 감수: 김동수
- CG: 곽서정
- 기술감독: 김정수
- 우리말 연출: 김재현
- 기획: EBS
- 우리말 제작: 벼리기획